# Südafrikanische Cricket-Nationalmannschaft in den West Indies in der Saison 2010
Die Tour der südafrikanischen Cricket-Nationalmannschaft in die West Indies in der Saison 2010 fand vom 19. Mai bis zum 30. Juni 2010 statt. Die internationale Cricket-Tour war Teil der internationalen Cricket-Saison 2010 und umfasste zwei Twenty20s, fünf ODIs und drei Test Matches. Südafrika gewann die Twenty20-Serie 2-0, die ODI-Serie 5-0 und die Testserie 2-0.

## Vorgeschichte

### Ansetzung
Die West Indies trugen in dieser Heimsaison ausschließlich Tests auf dieser Tour aus. Zu dem ursprünglich geplanten Spielplan aus dem Dezember 2009 der nur ein Twenty20-Spiel vorsah, wurde noch ein Weiteres im Februar 2010 vereinbart. Die vorgesehenen Stadien für die ODI Serie wurden einen Monat vor Beginn der Tour noch einmal geändert, als Trinidad und Tobago für den 24. Mai Wahlen für das Repräsentantenhaus ausrief. Dies führte dazu, dass das Sir Vivian Richards Stadium in Antigua wieder ins Programm aufgenommen wurde, dass im Jahr zuvor vom ICC nach einem auf Grund von Spielfeldproblemen auf der Tour gegen England gesperrt worden war. Auf Grund von Ausschreitungen und der Ausrufungen des Notzustandes in Jamaika wurden die in Kingston vorgesehenen Spiele nach Trinidad verlegt.

### Einordnung
In der direkten Vorbereitung auf diese Tour wurde in England die ICC World Twenty20 2009 ausgetragen, in der beide Mannschaften jeweils in der Gruppenphase ausschieden.

## Stadien
Die folgenden Stadien wurden für die Tour als Austragungsort vorgesehen und am 12. Dezember 2009 festgelegt.
| Stadt         | Land                | Stadion                     | Kapazität | Spiele                   |
| ------------- | ------------------- | --------------------------- | --------- | ------------------------ |
| North Sound   | Antigua und Barbuda | Sir Vivian Richards Stadium | 20.000    | 1. & 2. T20; 1. & 2. ODI |
| Bridgetown    | Barbados            | Kensington Oval             | 31.000    | 3. Test                  |
| Roseau        | Dominica            | Windsor Park (Dominica)     | 12.000    | 3. & 4. ODI              |
| Basseterre    | St. Kitts und Nevis | Warner Park Stadium         | 10.000    | 2. Test                  |
| Port of Spain | Trinidad und Tobago | Queen’s Park Oval           | 25.000    | 5. ODI; 1. Test          |

## Kaderlisten
Südafrika benannte seine Kader am 16. März 2010 im Rahmen seiner Nominierung für die ICC Cricket World 2010.
West Indies benannte seinen Limited-Overs-Kader am 17. Mai und seinen Test-Kader am 5. Juni 2010.
| Test | Test | ODI | ODI | Twenty20 | Twenty20 |
| West Indies | Südafrika | West Indies | Südafrika | West Indies | Südafrika |
| --- | --- | --- | --- | --- | --- |
| - Chris Gayle (K) - Dwayne Bravo (VK) - Sulieman Benn - Darren Bravo - Shivnarine Chanderpaul - Narsingh Deonarine - Travis Dowlin - Brendan Nash - Nelon Pascal - Denesh Ramdin (wk) - Ravi Rampaul - Kemar Roach - Darren Sammy - Shane Shillingford | - Graeme Smith (K) - Jacques Kallis (VK) - Loots Bosman - Johan Botha - Mark Boucher (wk) - AB de Villiers (wk) - JP Duminy - Herschelle Gibbs - Justin Kemp - Charl Langeveldt - Ryan McLaren - Albie Morkel - Morne Morkel - Wayne Parnell - Vernon Philander - Dale Steyn - Juan Theron - Roelof van der Merwe | - Chris Gayle (K) - Dwayne Bravo (VK) - Sulieman Benn - Shivnarine Chanderpaul - Narsingh Deonarine - Andre Fletcher - Nikita Miller - Kieron Pollard - Denesh Ramdin (wk) - Ravi Rampaul - Kemar Roach - Darren Sammy - Ramnaresh Sarwan - Jerome Taylor | - Graeme Smith (K) - Jacques Kallis (VK) - Hashim Amla - Loots Bosman - Johan Botha - Mark Boucher (wk) - AB de Villiers (wk) - JP Duminy - Charl Langeveldt - Ryan McLaren - David Miller - Morne Morkel - Wayne Parnell - Alviro Petersen - Dale Steyn - Lonwabo Tsotsobe - Roelof van der Merwe | - Chris Gayle (K) - Dwayne Bravo (VK) - Sulieman Benn - Shivnarine Chanderpaul - Narsingh Deonarine - Andre Fletcher - Nikita Miller - Kieron Pollard - Denesh Ramdin (wk) - Ravi Rampaul - Kemar Roach - Darren Sammy - Ramnaresh Sarwan - Jerome Taylor | - Graeme Smith (K) - Jacques Kallis (VK) - Loots Bosman - Johan Botha - Mark Boucher (wk) - AB de Villiers (wk) - JP Duminy - Herschelle Gibbs - Justin Kemp - Charl Langeveldt - Ryan McLaren - David Miller - Albie Morkel - Morne Morkel - Wayne Parnell - Vernon Philander - Dale Steyn - Juan Theron - Roelof van der Merwe |

## Tour Matches

### ODI gegen Kanada
| 13. April Scorecard | Kingston | West Indies 316-4 (50)            | – | Kanada 108 (39.2) |
|                     |          | West Indies gewinnen mit 208 Runs |   |                   |

### ODI gegen Irland
| 15. April Scorecard | Kingston | Irland 219 (50)                                 | – | West Indies 213-4 (44/45) |
|                     |          | West Indies gewinnen mit 6 Wickets (D/L method) |   |                           |

### Weiteres Tour Match
| 6. – 7. Juni Scorecard | St. Augustine | South Africans 347-7d (90) | – | Trinidad und Tobago 18-1 (4.4) |
|                        |               | Remis                      |   |                                |

## Twenty20

### Erstes Twenty20 in North Sound
| 19. Mai Scorecard | North Sound | Südafrika 136-7 (20)          | – | West Indies 123 (19.5) |
|                   |             | Südafrika gewinnt mit 13 Runs |   |                        |

Auf Grund einer langsamen Spielweise wurde Südafrika und ihr Kapitän Graeme Smith vom Weltverband ICC mit einer Geldstrafe belegt. Ebenso wurde der west-indische Batsman Kieron Pollard zu einer Geldstrafe verurteilt, da er im 18. Over dem südafrikanischen Bowler Dale Steyn den Weg zum Ball versperrt hatte.

### Zweites Twenty20 in North Sound
| 20. Mai Scorecard | North Sound | Südafrika 120-7 (20)        | – | West Indies 119-7 (20) |
|                   |             | Südafrika gewinnt mit 1 Run |   |                        |

## One-Day Internationals

### Erstes ODI in North Sound
| 22. Mai Scorecard | North Sound | Südafrika 280-7 (48/48)                    | – | West Indies 215 (44.1/48) |
|                   |             | Südafrika gewinnt mit 66 Runs (D/L method) |   |                           |

### Zweites ODI in North Sound
| 24. Mai Scorecard | North Sound | Südafrika 300-5 (50)          | – | West Indies 283 (48.1) |
|                   |             | Südafrika gewinnt mit 17 Runs |   |                        |

### Drittes ODI in Roseau
| 28. Mai Scorecard | Roseau | Südafrika 224 (47.2)          | – | West Indies 157 (38) |
|                   |        | Südafrika gewinnt mit 67 Runs |   |                      |

### Viertes ODI in Roseau
| 30. Mai Scorecard | Roseau | West Indies 303-6 (50)          | – | Südafrika 304-3 (50) |
|                   |        | Südafrika gewinnt mit 7 Wickets |   |                      |

### Fünftes ODI in Port of Spain
| 3. Juni Scorecard | Port of Spain | West Indies 252-6 (50)         | – | Südafrika 255-9 (49.4) |
|                   |               | Südafrika gewinnt mit 1 Wicket |   |                        |

## Tests

### Erster Test in Port of Spain
| 10. – 14. Juni Scorecard | Port of Spain | Südafrika 352 (129.4) & 206-4d (62) | – | West Indies 102 (47.1) & 293 (80.3) |
|                          |               | Südafrika gewinnt mit 163 Runs      |   |                                     |

### Zweiter Test in Basseterre
| 18. – 22. Juni Scorecard | Basseterre | Südafrika 543-6d (147) & 235-3d (94) | – | West Indies 546 (181.1) |
|                          |            | Remis                                |   |                         |

### Dritter Test in Bridgetown
| 26. – 30. Juni Scorecard | Bridgetown | West Indies 231 (73.5) & 161 (65.1) | – | Südafrika 346 (134.4) & 49-3 (8.4) |
|                          |            | Südafrika gewinnt mit 7 Wickets     |   |                                    |

Der west-indische Bowler Kemar Roach wurde auf Grund von Provokationen des Gegners mit einer Geldstrafe belegt. Gleiches widerfuhr Dale Steyn, der nach Provokationen durch den west-indischen Spieler Sulieman Benn in dessen Richtung spuckte. Benn stürmte in der darauffolgenden Mittagspause in den südafrikanische Umkleidekabine und würde dafür später mit einer Spielsperre belegt.

## Statistiken
Die folgenden Cricketstatistiken wurden bei dieser Tour erzielt.

### Tests
| Tests                  | Tests       | Tests   | Tests   | Tests   | Tests   | Tests   | Tests   | Tests   |
| Batting                | Batting     | Batting | Batting | Batting | Batting | Batting | Batting | Batting |
| Spieler                | Mannschaft  | Spiele  | Innings | Runs    | Average | HS      | 100s    | 50s     |
| ---------------------- | ----------- | ------- | ------- | ------- | ------- | ------- | ------- | ------- |
| Graeme Smith           | Südafrika   | 3       | 6       | 371     | 61,83   | 132     | 1       | 2       |
| AB de Villiers         | Südafrika   | 3       | 6       | 330     | 165,00  | 135*    | 1       | 2       |
| Shivnarine Chanderpaul | West Indies | 3       | 5       | 300     | 75,00   | 166     | 1       | 1       |
| Jacques Kallis         | Südafrika   | 3       | 6       | 283     | 70,75   | 110     | 1       | 1       |
| Dwayne Bravo           | West Indies | 3       | 5       | 166     | 33,20   | 61      | 0       | 2       |
| Bowling                |             |         |         |         |         |         |         |         |
| Spieler                | Mannschaft  | Spiele  | Overs   | Wickets | Average | BBI     | 5W      | 10W     |
| Dale Steyn             | Südafrika   | 3       | 82.3    | 15      | 18,13   | 5/29    | 1       | 0       |
| Sulieman Benn          | West Indies | 3       | 176.3   | 15      | 30,66   | 6/81    | 2       | 0       |
| Morné Morkel           | Südafrika   | 3       | 83.2    | 14      | 18,92   | 4/19    | 0       | 0       |
| Shane Shillingford     | West Indies | 5       | 163     | 9       | 57,77   | 3/96    | 0       | 0       |
| Johan Botha            | Südafrika   | 1       | 39.5    | 7       | 14,57   | 4/56    | 0       | 0       |

### One-Day Internationals
| ODIs                   | ODIs        | ODIs    | ODIs    | ODIs    | ODIs    | ODIs    | ODIs    | ODIs    |
| Batting                | Batting     | Batting | Batting | Batting | Batting | Batting | Batting | Batting |
| Spieler                | Mannschaft  | Spiele  | Innings | Runs    | Average | HS      | 100s    | 50s     |
| ---------------------- | ----------- | ------- | ------- | ------- | ------- | ------- | ------- | ------- |
| Hashim Amla            | Südafrika   | 5       | 5       | 402     | 80,40   | 129     | 2       | 1       |
| AB de Villiers         | Südafrika   | 5       | 5       | 283     | 70,75   | 102     | 1       | 2       |
| Jacques Kallis         | Südafrika   | 5       | 5       | 225     | 45,00   | 85      | 0       | 3       |
| Dwayne Bravo           | West Indies | 5       | 5       | 174     | 34,80   | 74      | 0       | 1       |
| Shivnarine Chanderpaul | West Indies | 3       | 3       | 157     | 52,33   | 67      | 0       | 2       |
| Dale Richards          | West Indies | 4       | 4       | 157     | 39,25   | 59      | 0       | 2       |
| Bowling                |             |         |         |         |         |         |         |         |
| Spieler                | Mannschaft  | Spiele  | Overs   | Wickets | Average | BBI     | 5W      | 10W     |
| Morné Morkel           | Südafrika   | 4       | 32.1    | 11      | 15,90   | 4/21    | 0       | 0       |
| Kieron Pollard         | West Indies | 5       | 35.4    | 8       | 23,12   | 3/27    | 0       | 0       |
| Dwayne Bravo           | West Indies | 5       | 45.2    | 8       | 32,12   | 3/40    | 0       | 0       |
| Lonwabo Tsotsobe       | Südafrika   | 4       | 30.1    | 6       | 27,66   | 2/31    | 0       | 0       |
| Jerome Taylor          | West Indies | 4       | 35      | 6       | 31,16   | 2/50    | 0       | 0       |

### Twenty20s
| Twenty20s      | Twenty20s   | Twenty20s | Twenty20s | Twenty20s | Twenty20s | Twenty20s | Twenty20s | Twenty20s |
| Batting        | Batting     | Batting   | Batting   | Batting   | Batting   | Batting   | Batting   | Batting   |
| Spieler        | Mannschaft  | Spiele    | Innings   | Runs      | Average   | HS        | 100s      | 50s       |
| -------------- | ----------- | --------- | --------- | --------- | --------- | --------- | --------- | --------- |
| Dwayne Bravo   | West Indies | 2         | 2         | 60        | 30,00     | 40        | 0         | 0         |
| Jacques Kallis | Südafrika   | 1         | 1         | 53        | 53,00     | 53        | 0         | 1         |
| Graeme Smith   | Südafrika   | 2         | 2         | 52        | 26,00     | 37        | 0         | 0         |
| Kieron Pollard | West Indies | 2         | 2         | 39        | 19,50     | 27        | 0         | 0         |
| David Miller   | Südafrika   | 1         | 1         | 33        | 33,00     | 33        | 0         | 0         |
| Bowling        |             |           |           |           |           |           |           |           |
| Spieler        | Mannschaft  | Spiele    | Overs     | Wickets   | Average   | BBI       | 5W        | 10W       |
| Johan Botha    | Südafrika   | 2         | 8         | 5         | 8,20      | 3/22      | 0         | 0         |
| Ryan McLaren   | Südafrika   | 2         | 7.5       | 5         | 9,60      | 5/19      | 1         | 0         |
| Jerome Taylor  | West Indies | 2         | 7         | 4         | 7,50      | 3/14      | 0         | 0         |
| Morné Morkel   | Südafrika   | 1         | 4         | 2         | 7,50      | 2/15      | 0         | 0         |
| Darren Sammy   | West Indies | 2         | 6         | 2         | 13,50     | 2/16      | 0         | 0         |
| Kieron Pollard | West Indies | 2         | 5         | 2         | 18,00     | 2/22      | 0         | 0         |
| Kemar Roach    | West Indies | 2         | 8         | 2         | 24,50     | 2/25      | 0         | 0         |

## Auszeichnungen

### Player of the Series
Als Player of the Series wurden die folgenden Spieler ausgezeichnet.
| Serie | Player of the Series |
| ----- | -------------------- |
| Test  | Dale Steyn           |
| ODI   | Hashim Amla          |

### Player of the Match
Als Player of the Match wurden die folgenden Spieler ausgezeichnet.
| Spiel   | Player of the Match    |
| ------- | ---------------------- |
| 1. T20  | Ryan McLaren           |
| 2. T20  | Johan Botha            |
| 1. ODI  | Hashim Amla            |
| 2. ODI  | Hashim Amla            |
| 3. ODI  | AB de Villiers         |
| 4. ODI  | Hashim Amla            |
| 5. ODI  | Jacques Kallis         |
| 1. Test | Dale Steyn             |
| 2. Test | Shivnarine Chanderpaul |
| 3. Test | Johan Botha            |